# Pherbellia suspecta
Pherbellia suspecta är en tvåvingeart som beskrevs av Orth och Steyskal 1981. Pherbellia suspecta ingår i släktet Pherbellia och familjen kärrflugor. Inga underarter finns listade i Catalogue of Life.